# Списак епизода серије Америчка хорор прича
Америчка хорор прича је америчка хорор телевизијска серија коју су створили Рајан Марфи и Бред Фалчак за FX. Премијера је емитована 5. октобра 2011. Свака сезона је замишљена као самостална мини-серија, пратећи другачији скуп ликова и поставки, као и причу са сопственим „почетком, средином и крајем”.
Америчка хорор прича броји 12 сезона и 128 епизода.

## Преглед серије
| Сезона | Сезона | Наслов         | Епизоде | Епизоде | Оригинално емитовање | Оригинално емитовање |
| Сезона | Сезона | Наслов         | Епизоде | Епизоде | Премијера            | Финале               |
| ------ | ------ | -------------- | ------- | ------- | -------------------- | -------------------- |
|        | 1.     | Кућа убиства   | 12      | 12      | 5. октобар 2011.     | 21. децембар 2011.   |
|        | 2.     | Лудница        | 13      | 13      | 17. октобар 2012.    | 23. јануар 2013.     |
|        | 3.     | Вештичије коло | 13      | 13      | 9. октобар 2013.     | 29. јануар 2014.     |
|        | 4.     | Циркус наказа  | 13      | 13      | 8. октобар 2014.     | 21. јануар 2015.     |
|        | 5.     | Хотел          | 12      | 12      | 7. октобар 2015.     | 13. јануар 2016.     |
|        | 6.     | Роанок         | 10      | 10      | 14. септембар 2016.  | 16. новембар 2016.   |
|        | 7.     | Култ           | 11      | 11      | 5. септембар 2017.   | 14. новембар 2017.   |
|        | 8.     | Апокалипса     | 10      | 10      | 12. септембар 2018.  | 14. новембар 2018.   |
|        | 9.     | 1984           | 9       | 9       | 18. септембар 2019.  | 13. новембар 2019.   |
|        | 10.    | Дупли садржај  | 10      | 10      | 25. август 2021.     | 20. октобар 2021.    |
|        | 11.    | Њујорк         | 10      | 10      | 19. октобар 2022.    | 16. новембар 2022.   |
|        | 12.    | Деликатно      | 9       | 9       | 20. септембар 2023.  | 24. април 2024.      |

## Епизоде

### 2. сезона:Лудница(2012—2013)
| Бр. еп. (укупно) | Бр. еп. (у сезони) | Наслов                       | Редитељ             | Сценариста    | Премијера          | Прод. код | Гледаност у САД (милиони) |
| --- | ------------------ | ---------------------------- | ------------------- | ------------- | ------------------ | --------- | ------------------------- |
| 13 | 1                  | Добро дошли у Брајерклиф     | Бредли Бјукер       | Тим Мајнер    | 17. октобар 2012.  | 2ATS01    | 3,85                      |
| Добро дошли у вилу Брајерклиф, злогласни санаторијум за ментално оболеле и дом поремећеног серијског убице Крвавог Лица. Из сенки овог „уточишта за исцељење” вреба застрашујуће зло које брише границу између стварности и лудила.                   |                    |                              |                     |               |                    |           |                           |
| 14 | 2                  | Част и пропаст               | Бредли Бјуекер      | Џејмс Вонг    | 24. октобар 2012.  | 2ATS02    | 3,06                      |
| Лана планира да побегне из Брајерклифа и тражи помоћ од Грејс. У међувремену стиже др Оливер Тредсон, Китов психијатар којег му је доделио суд, и нађе се усред егзорцизма који пође наопако.                                                         |                    |                              |                     |               |                    |           |                           |
| 15 | 3                  | Северозападњак               | Мајкл Апендал       | Џенифер Солт  | 31. октобар 2012.  | 2ATS03    | 2,47                      |
| Док се олуја са северозапада приближава, чудно преображена сестра Мери Јунис сеје немир и нешто још горе. Док др Арден наставља да обавља чудне експерименте на Киту, кује се још један план за бекство, а др Тредсон дође до ужасавајућег открића.   |                    |                              |                     |               |                    |           |                           |
| 16 | 4                  | Ја сам Ана Франк (први део)  | Мајкл Апендал       | Џесика Шарзер | 7. новембар 2012.  | 2ATS04    | 2,65                      |
| У Брајерклиф је доведена жена која верује да је жртва холокауста Ана Франк. У међувремену, др Тредсон нуди своју помоћ Лани и Киту, а у Брајерклиф стижу детективи. Али ко је под истрагом?                                                           |                    |                              |                     |               |                    |           |                           |
| 17 | 5                  | Ја сам Ана Франк (други део) | Алфонсо Гомез-Рехон | Бред Фелчак   | 14. новембар 2012. | 2ATS05    | 2,78                      |
| Доведен је мушкарац који тврди да је муж Ане Франк и доведе њену причу под сумњу. Грејс је доживела бизарно и ужасно искуство током којег сазна нешто неочекивано, а др Тредсон покуша да помогне Лани да побегне из Брајерклифа.                     |                    |                              |                     |               |                    |           |                           |
| 18 | 6                  | Корени монструозности        | Дејвид Семел        | Рајан Мерфи   | 21. новембар 2012. | 2ATS06    | 1,89                      |
| У Брајерклиф је доведено опако дете-убица. Лана покушава да побегне из своје нове невоље. Сазнајемо нешто о историји сарадње др Ардена и монсињора Тимотија, и о детињству др Тредсона и сестре Мери Јунис.                                           |                    |                              |                     |               |                    |           |                           |
| 19 | 7                  | Мрачни рођак                 | Мајкл Ример         | Тим Мајнер    | 28. новембар 2012. | 2ATS07    | 2,27                      |
| Призвано је ужасавајуће биће, оно ког се плаши чак и запоседнута сестра Мери Јунис. Кит и Лана прибегавају очајничким мерама, а очајна сестра Џад схвати да више не може да бежи од своје прошлости.                                                  |                    |                              |                     |               |                    |           |                           |
| 20 | 8                  | Грешна ноћ                   | Мајкл Леман         | Џејмс Вонг    | 5. децембар 2012.  | 2ATS08    | 2,36                      |
| Убица који се облачи као Деда Мраз је затворен у Брајерклифу. Док сестра Мери Јунис организује божићну забаву, сестра Џад се врати да би се суочила с њом. Али сестра Мери Јунис мисли да је време да Деда Мраз изађе и поигра се.                    |                    |                              |                     |               |                    |           |                           |
| 21 | 9                  | Офингер                      | Џереми Подесва      | Џенифер Солт  | 12. децембар 2012. | 2ATS09    | 2,22                      |
| Лана је трудна и очајнички жели да абортира. У међувремену, сестри Џад је подметнуто убиство, а др Арден има бизаран предлог за Кита. |                    |                              |                     |               |                    |           |                           |
| 22 | 10                 | Игра имена                   | Мајкл Леман         | Џесика Шарзер | 2. јануар 2013.    | 2ATS10    | 2,21                      |
| Монсињор помаже сестри Мери Јунис да се бори са својим унутрашњим демоном, док беспомоћну Џад кажњава запоседнута часна сестра. Док др Арден приводи крају шокантни експеримент, Лана и Кит су опет остављени на милост и немилост др Тредсона.       |                    |                              |                     |               |                    |           |                           |
| 23 | 11                 | Раздвојено млеко             | Алфонсо Рехон-Гомез | Бред Фелчак   | 9. јануар 2013.    | 2ATS11    | 2,51                      |
| Грејс саопшти Киту ужасну вест о експериментима над Алмом, а сестра Клаудија и монсињор Тимоти желе да исправе грешке, али монсињор и даље гаји велике амбиције. Интервенција сестре све промени, али можда ће бити тешко стићи до срећног завршетка. |                    |                              |                     |               |                    |           |                           |
| 24 | 12                 | Континуум                    | Крег Циск           | Рајан Мерфи   | 16. јануар 2013.   | 2ATS12    | 2,30                      |
| Грејс је опседнута бригом због ванземаљаца и то угожава Китов срећан завршетак јер ствари постану насилне. У међувремену, опасни нови затвореник угрожава шансу сестре Џад да оде из Брајерклифа.                                                     |                    |                              |                     |               |                    |           |                           |
| 25 | 13                 | Крај лудила                  | Алфонсо Гомез-Рехон | Тим Мајнер    | 23. јануар 2013.   | 2ATS13    | 2,29                      |
| Прошлост и садашњост се сударе и судбине се расплићу. Кит, сестра Џад, монсињор и остали више не могу да крију своје тајне. Сви осим Лане која дуго живи са великом лажи. Круг се затвара и време је да се каже истина и преузме одговорност.         |                    |                              |                     |               |                    |           |                           |

### 3. сезона:Вештичије коло(2013—2014)
| Бр. еп. (укупно) | Бр. еп. (у сезони) | Наслов                  | Редитељ             | Сценариста                | Премијера          | Прод. код | Гледаност у САД (милиони) |
| --- | ------------------ | ----------------------- | ------------------- | ------------------------- | ------------------ | --------- | ------------------------- |
| 26 | 1                  | Кучкичарење             | Алфонсо Гомез-Рехон | Рајан Мерфи & Бред Фелчак | 9. октобар 2013.   | 3ATS01    | 5,54                      |
| Млада Зои је шокирана због открића да поседује чудан генетски проблем који води порекло из мрачних дана Салема. Послата је на Академију за изузетне младе даме код госпођице Робишо.  |                    |                         |                     |                           |                    |           |                           |
| 27 | 2                  | Делови дечака           | Мајкл Рајмер        | Тим Мајнер                | 16. октобар 2013.  | 3ATS02    | 4,51                      |
| Смрт је однела више од једне особе, а међу њима је и мадам Ла Лори, а Фиона је одлучна у намери да ископа њене тајне.                                                                 |                    |                         |                     |                           |                    |           |                           |
| 28 | 3                  | Замене                  | Алфонсо Гомез-Рехон | Џејмс Вонг                | 23. октобар 2013.  | 3ATS03    | 3.78                      |
| Смрт је однела више од једне особе, а међу њима је и мадам Ла Лори, а Фиона је одлучна у намери да ископа њене тајне.                                                                 |                    |                         |                     |                           |                    |           |                           |
| 29 | 4                  | Страховите шале         | Мајкл Апендал       | Џенифер Солт              | 30. октобар 2013.  | 3ATS04    | 3,71                      |
| Док се Квини опоравља од трауме, Фионини избори ремете вишедеценијско примирје између вештица из Салема и Мери Лаво.                                                                  |                    |                         |                     |                           |                    |           |                           |
| 30 | 5                  | Вештице, гори!          | Џереми Подесва      | Џесика Шарзер             | 6. новембар 2013.  | 3ATS05    | 3,80                      |
| Након што је војска Мери Лаво зароби, Зои ослобађа нову моћ, док се Мадам Лалори суочава са духовима из прошлости.                                                                    |                    |                         |                     |                           |                    |           |                           |
| 31 | 6                  | Долази џелат            | Мајкл Апендал       | Даглас Петри              | 13. новембар 2013. | 3ATS06    | 4,16                      |
| Зои, Квини и Нан ступају у контакт са мрачним духом заробљеним на Академији, а Зои непромишљено склапа договор са духом у жељи да пронађе Медисон.                                    |                    |                         |                     |                           |                    |           |                           |
| 32 | 7                  | Мртви                   | Бредли Бјукер       | Бред Фелчак               | 20. новембар 2013. | 3ATS07    | 4,00                      |
| Док се недавно оживели људи боре са својим статусом немртвих, Фиона налази нову сврху у опасној љубавној афери.                                                                       |                    |                         |                     |                           |                    |           |                           |
| 33 | 8                  | Свеци говоре            | Алфонсо Гомез-Рехон | Рајан Мерфи               | 4. децембар 2013.  | 3ATS08    | 4.07                      |
| Док Квини одлучује коме ће се приклонити, Корделија се удружује са девојкама у покушају да заустави Фиону.                                                                            |                    |                         |                     |                           |                    |           |                           |
| 34 | 9                  | Глава                   | Хауард Дач          | Тим Мајнер                | 11. децембар 2013. | 3ATS09    | 3,94                      |
| Фиона износи изненађујући предлог Мери Лаво: савез између Мериног племена и дружине против заједничког непријатеља.                                                                   |                    |                         |                     |                           |                    |           |                           |
| 35 | 10                 | Магична чуда Стиви Никс | Алфонсо Гомез-Рехон | Џејмс Вонг                | 8. јануар 2014.    | 3ATS10    | 3,49                      |
| Када Мери Лаво затражи примирје од Фионе и дружине, Корделија сазнаје истину о Хенку и ловцима на вештице.                                                                            |                    |                         |                     |                           |                    |           |                           |
| 36 | 11                 | Заштитити дружину       | Бредли Бјукер       | Џенифер Солт              | 15. јануар 2014.   | 3ATS11    | 3,46                      |
| Уз све савезе и дешавања, Корделија подноси очајничку жртву како би заштитила дружину. Фиона прави планове за будућност, а Мадам Лалори покушава да пронађе мир на свој ужасан начин. |                    |                         |                     |                           |                    |           |                           |
| 37 | 12                 | Иди дођавола            | Алфонсо Гомез-Рехон | Џесика Шарзер             | 22. јануар 2014.   | 3ATS12    | 3,35                      |
| Како се ближи крај Фионине владавине, девојке добијају моћне нове дарове. Коделијина последња визија доводи будућност дружине у питање.                                               |                    |                         |                     |                           |                    |           |                           |
| 38 | 13                 | Седам чуда              | Алфонсо Гомез-Рехон | Даглас Петри              | 29. јануар 2014.   | 3ATS13    | 4,24                      |
| У финалу серије девојке морају пред суд Седам чуда. |                    |                         |                     |                           |                    |           |                           |

### 4. сезона:Циркус наказа(2014—2015)
| Бр. еп. (укупно) | Бр. еп. (у сезони) | Наслов                     | Редитељ             | Сценариста                | Премијера          | Прод. код | Гледаност у САД (милиони) |
| --- | ------------------ | -------------------------- | ------------------- | ------------------------- | ------------------ | --------- | ------------------------- |
| 39 | 1                  | Чудовиште међу нама        | Рајан Мерфи         | Рајан Мерфи & Бред Фелчак | 8. октобар 2014.   | 4ATS01    | 6,13                      |
| Након што полиција нађе стравично откриће на локалној фарми, ексцентрични снабдевач циркуса наказа увиђа прилику која ће трупу одвести у спас или у пропаст.                             |                    |                            |                     |                           |                    |           |                           |
| 40 | 2                  | Масакри и матинеи          | Алфонсо Гомез-Рехон | Тим Мајнер                | 15. октобар 2014.  | 4ATS02    | 4,53                      |
| Полицијски сат у целом граду прети да затвори Циркус наказа. У камп пристиже тешкаш из Етелине мрачне прошлости.                                                                         |                    |                            |                     |                           |                    |           |                           |
| 41 | 3                  | Едвард Мордрејк: 1. део    | Мајкл Апендал       | Џејмс Вонг                | 22. октобар 2014.  | 4ATS03    | 4,44                      |
| Наказе одбијају да наступају на Ноћ вештица због старог празноверја. Џимија је очарала жена која тврди да је пророчица судбине.                                                          |                    |                            |                     |                           |                    |           |                           |
| 42 | 4                  | Едвард Мордрејк: 2. део    | Хауард Дач          | Џенифер Салт              | 29. октобар 2014.  | 4ATS04    | 4,51                      |
| Едвард Мордрејк наставља потрагу за Наказама како би их додао својој колекцији. Елса прича тмурну причу о данима које је провела у Немачкој.                                             |                    |                            |                     |                           |                    |           |                           |
| 43 | 5                  | Ружичасти колачићи         | Мајкл Апендал       | Џесика Шарзер             | 5. новембар 2014.  | 4ATS05    | 4,22                      |
| Док Стенли и Меги кују план да убију Наказе, Глорија крије доказе о Дендијевом ужасном новом хобију. У међувремену, у страху за здравље, Дезире открива да није чудна колико је мислила. |                    |                            |                     |                           |                    |           |                           |
| 44 | 6                  | У центар                   | Хауард Дач          | Џон Ј. Греј               | 12. новембар 2014. | 4ATS06    | 3,65                      |
| Елса открива опасан нови план. Стенли притиска Меги да убије Џимија. Пол се упушта у тајну романсу.                                                                                      |                    |                            |                     |                           |                    |           |                           |
| 45 | 7                  | Тест снаге                 | Антони Хемингвеј    | Кристал Лу                | 19. новембар 2014. | 4ATS07    | 3,91                      |
| Жене из Циркуса наказа удружују се против Дела након његовог последњег излива беса. Чудан сусрет са Дендијем буди сумњу у Џимију о убиству кловна.                                       |                    |                            |                     |                           |                    |           |                           |
| 46 | 8                  | Крвава купка               | Бредли Бјукер       | Рајан Мерфи               | 3. децембар 2014.  | 4ATS08    | 3,30                      |
| Недавни нестанци у кампу буде Етелину сумњу у Елсу. Глорија покушава да контролише Дендијеву жељу за крвљу.                                                                              |                    |                            |                     |                           |                    |           |                           |
| 47 | 9                  | Масакр на продајној забави | Лони Перистер       | Бред Фелчак               | 10. децембар 2014. | 4ATS09    | 3,07                      |
| Након трагичног губитка, Џими се у очају окреће алкохолу. Писмо од Меги баца Дендија у акцију.                                                                                           |                    |                            |                     |                           |                    |           |                           |
| 48 | 10                 | Сирочад                    | Бредли Бјукер       | Џејмс Вонг                | 17. децембар 2014. | 4ATS10    | 2,99                      |
| Смрт Наказе буди чудно понашање у Пепер. Елса открива историју Циркуса наказа. |                    |                            |                     |                           |                    |           |                           |
| 49 | 11                 | Магично размишљање         | Мајкл Гој           | Џенифер Солт              | 7. јануар 2015.    | 4ATS11    | 3,11                      |
| Елса се спрема за селидбу у Холивуд. Близнакиње се заљубљују у путујућег трговца. Дел планира Џимијев бег из руку полиције.                                                              |                    |                            |                     |                           |                    |           |                           |
| 50 | 12                 | Представа се прекида       | Лони Перистер       | Џесика Шарзер             | 14. јануар 2015.   | 4ATS12    | 2,94                      |
| Денди саопштава Близнакињама узнемирујуће информације о Честеру. Меги се заклиње да ће доказати своју верност Џимију.                                                                    |                    |                            |                     |                           |                    |           |                           |
| 51 | 13                 | Позив на бис               | Бредли Бјукер       | Џон Ј. Греј               | 21. јануар 2015.   | 4ATS13    | 3,27                      |
| Наказе дижу побуну против нове управе. Денди се припрема за први наступ. Елса стиже у Тинселтаун.                                                                                        |                    |                            |                     |                           |                    |           |                           |

### 5. сезона:Хотел(2015—2016)
| Бр. еп. (укупно) | Бр. еп. (у сезони) | Наслов                       | Редитељ       | Сценариста                | Премијера          | Прод. код | Гледаност у САД (милиони) |
| --- | ------------------ | ---------------------------- | ------------- | ------------------------- | ------------------ | --------- | ------------------------- |
| 52 | 1                  | Пријављивање                 | Рајан Мерфи   | Рајан Мерфи & Бред Фелчак | 7. октобар 2015.   | 5ATS01    | 5,81                      |
| Детектив и породични човек Џон Лоу истражује низ ужасних убистава у Лос Анђелесу. Тајанствена дојава ка води у енигматични хотел Кортес.                      |                    |                              |               |                           |                    |           |                           |
| 53 | 2                  | Опасне игре                  | Бредли Бјукер | Тим Мајнер                | 14. октобар 2015.  | 5ATS02    | 4,06                      |
| Модни могул Вил Дрејк доноси моду у хотел "Кортес". Манекен привлачи грофичину пажњу. Џон сазнаје за првог власника хотела садисту.                           |                    |                              |               |                           |                    |           |                           |
| 54 | 3                  | Мама                         | Бредли Бјукер | Џејмс Вонг                | 21. октобар 2015.  | 5ATS03    | 3,20                      |
| Алекс долази до тачке пуцања кад јој Скарлет призове сећања на Холдена. Донована напада грофичина опасна супарница.                                           |                    |                              |               |                           |                    |           |                           |
| 55 | 4                  | Ђавоља ноћ                   | Лони Перистер | Џенифер Солт              | 28. октобар 2015.  | 5ATS04    | 3,04                      |
| Џон добија позив за ексклузивно Ђавоље вече. Алекс покушава да утврди шта је Холдену.                                                                         |                    |                              |               |                           |                    |           |                           |
| 56 | 5                  | Собна услуга                 | Мајкл Гој     | Нед Мартел                | 4. новембар 2015.  | 5ATS05    | 2,87                      |
| Алекс необичним третманом спасава умирућег пацијента. Пар који мрзи Ноћ вештица искушава Ајрисино стрпљење.                                                   |                    |                              |               |                           |                    |           |                           |
| 57 | 6                  | Соба 33                      | Лони Перистер | Џон Ј. Греј               | 11. новембар 2015. | 5ATS06    | 2,64                      |
| Рамона и Донован спроводе свој осветнички план у дело. Лиз Тејлор налази љубав. Открива се ко је у соби 33.                                                   |                    |                              |               |                           |                    |           |                           |
| 58 | 7                  | Трептање                     | Мајкл Гој     | Кристал Ли                | 18. новембар 2015. | 5ATS07    | 2,64                      |
| Реновирање Вила Дрејка открива једну од највећих тајни хотела. Џон иде на психијатријску процену. Грофица сазнаје шта је било с њеном првом љубави.           |                    |                              |               |                           |                    |           |                           |
| 59 | 8                  | Убица Десет Божјих заповести | Лони Перистер | Рајан Мерфи               | 2. децембар 2015.  | 5ATS08    | 2,31                      |
| Џон налази Убицу Десет божјих заповести. Салин договор с Марчом се открива. Добија позив за ексклузивно Ђавоље вече. Алекс покушава да утврди шта је Холдену. |                    |                              |               |                           |                    |           |                           |
| 60 | 9                  | Она жели освету              | Мајкл Апендал | Бред Фелчак               | 9. децембар 2015.  | 5ATS09    | 2,14                      |
| Грофица је опет са својом највећом љубави. Донован и Рамона опет покушавају да се освете. Несмотрена одлука доноси проблеме Алекс.                            |                    |                              |               |                           |                    |           |                           |
| 61 | 10                 | Она се свети                 | Бредли Бјукер | Џејмс Вонг                | 16. децембар 2015. | 5ATS10    | 1,85                      |
| Џон помаже Алекс у обуздавању епидемије. Донован сазнаје праве грофичине намере. Лиз и Ајрис планирају да заувек напусте хотел.                               |                    |                              |               |                           |                    |           |                           |
| 62 | 11                 | Краљевска борба              | Мајкл Апендал | Нед Мартел                | 6. јануар 2016.    | 5ATS11    | 1,84                      |
| Лиз и Ајрис пуцају у Елизабет и Донована, док Елизабет бежи а Донован остаје на земљи.                                                                        |                    |                              |               |                           |                    |           |                           |
| 63 | 12                 | Будите наш гост              | Бредли Бјукер | Џон Ј. Греј               | 13. јануар 2016.   | 5ATS12    | 2,24                      |
| Ајрис и Лиз уводе "Кортес" у нову еру. Џон и Алекс покушавају да се прилагоде животу ван хотела.                                                              |                    |                              |               |                           |                    |           |                           |

### 10. сезона:Дупли садржај(2021)
| Део 1 |    |  |                           |                                                     |                     |  |       |
| 104   | 1  |  | Џон Џеј Греј              | Рајан Марфи и Бред Фалчак                           | 25. август 2021.    |  | 0,925 |
| 105   | 2  |  | Лони Перистер             | Бред Фалчак и Рајан Марфи                           | 25. август 2021.    |  | 0,581 |
| 106   | 3  |  | Лони Перистер             | Бред Фалчак                                         | 1. септембар 2021.  |  | 0,697 |
| 107   | 4  |  | Аксел Керолин             | Бред Фалчак                                         | 8. септембар 2021.  |  | 0,610 |
| 108   | 5  |  | Џон Џеј Греј              | Бред Фалчак и Мени Кото                             | 15. септембар 2021. |  | 0,642 |
| 109   | 6  |  | Џон Џеј Греј              | Бред Фалчак и Мени Кото                             | 22. септембар 2021. |  | 0,732 |
| Део 2 |    |  |                           |                                                     |                     |  |       |
| 110   | 7  |  | Макс Винклер              | Бред Фалчак, Кристен Рајдел и Мени Кото             | 29. септембар 2021. |  | 0,687 |
| 111   | 8  |  | Теса Блејк                | Мени Кото, Кристен Рајдел и Бред Фалчак             | 6. октобар 2021.    |  | 0,483 |
| 112   | 9  |  | Лора Белси и Џон Џеј Греј | Кристен Рајдел, Мени Кото и Рајли Смит              | 13. октобар 2021.   |  | 0,579 |
| 113   | 10 |  | Аксел Керолин             | Бред Фалчак, Мени Кото, Кристен Рајдел и Рајли Смит | 20. октобар 2021.   |  | 0,579 |

### 11. сезона:Њујорк(2022)
| Бр. еп. (укупно) | Бр. еп. (у сезони) | Наслов | Редитељ      | Сценариста                           | Премијера          | Прод. код | Гледаност у САД (милиони) |
| ---------------- | ------------------ | ------ | ------------ | ------------------------------------ | ------------------ | --------- | ------------------------- |
| 114              | 1                  |        | Џон Џеј Греј | Рајан Марфи и Бред Фалчак            | 19. октобар 2022.  |           | 0,384                     |
| 115              | 2                  |        | Макс Винклер | Нед Мартел, Чарли Карвер и Мени Кото | 19. октобар 2022.  |           | 0,276                     |
| 116              | 3                  |        | Џон Џеј Греј | Бред Фалчак и Мени Кото              | 26. октобар 2022.  |           | 0,378                     |
| 117              | 4                  |        | Џенифер Линч | Нед Мартел и Чарли Карвер            | 26. октобар 2022.  |           | 0,279                     |
| 118              | 5                  |        | Парис Беркли | и Џенифер Солт                       | 2. новембар 2022.  |           | 0,265                     |
| 119              | 6                  |        | Џон Џеј Греј | Бред Фалчак, Мени Кото и             | 2. новембар 2022.  |           | 0,191                     |
| 120              | 7                  |        | Парис Беркли | и Мени Кото                          | 9. новембар 2022.  |           | 0,274                     |
| 121              | 8                  |        | Џенифер Линч | Нед Мартел, Чарли Карвер и           | 9. новембар 2022.  |           | 0,152                     |
| 122              | 9                  |        |              |                                      | 16. новембар 2022. |           | 0,277                     |
| 123              | 10                 |        | Џенифер Линч | Нед Мартел и Чарли Карвер            | 16. новембар 2022. |           | 0,191                     |

### 12. сезона:Деликатно(2023)
| Део 1 |   |  |                      |              |                     |  |       |
| 124   | 1 |  | Џесика Ју            | Халеј Фајфер | 20. септембар 2023. |  | 0,454 |
| 125   | 2 |  | Џенифер Линч         | Халеј Фајфер | 27. септембар 2023. |  | 0,318 |
| 126   | 3 |  | Џенифер Линч         | Халеј Фајфер | 4. октобар 2023.    |  | 0,366 |
| 127   | 4 |  | Џон Џеј Греј         | Халеј Фајфер | 11. октобар 2023.   |  | 0,358 |
| 128   | 5 |  | Џон Џеј Греј         | Халеј Фајфер | 18. октобар 2023.   |  | 0,239 |
| Део 2 |   |  |                      |              |                     |  |       |
| 129   | 6 |  | Бредли Бекер         | Халеј Фајфер | 3. април 2024.      |  | 0,243 |
| 130   | 7 |  | Џенифер Линч         | Халеј Фајфер | 10. април 2024.     |  | 0,312 |
| 131   | 8 |  | Џенифер Линч         | Халеј Фајфер | 17. април 2024.     |  | 0,158 |
| 132   | 9 |  | Гвинет Хордер Пејтон | Халеј Фајфер | 24. април 2024.     |  | 0,232 |